# Örtjärnen (Sunne socken, Värmland)
Örtjärnen är en sjö i Sunne kommun i Värmland och ingår i Göta älvs huvudavrinningsområde. Sjön har en area på 0,143 kvadratkilometer och ligger 227 meter över havet. Sjön avvattnas av vattendraget Finnälven.

## Delavrinningsområde
Örtjärnen ingår i det delavrinningsområde (665040-135992) som SMHI kallar för Utloppet av Hällsjön. Medelhöjden är 243 meter över havet och ytan är 13,39 kvadratkilometer. Det finns inga avrinningsområden uppströms utan avrinningsområdet är högsta punkten. Finnälven som avvattnar avrinningsområdet har biflödesordning 5, vilket innebär att vattnet flödar genom totalt 5 vattendrag innan det når havet efter 342 kilometer. Avrinningsområdet består mestadels av skog (77 procent). Avrinningsområdet har 1,47 kvadratkilometer vattenytor vilket ger det en sjöprocent på 11 procent.